# Житнюк Галина Михайлівна
Галина Михайлівна Житнюк (30 січня 1925, село Пустоварівка, тепер Сквирської міської громади Білоцерківського району Київської області — 16 липня 2020, місто Кишинів, Молдова) — молдавська радянська діячка, міністр легкої промисловості Молдавської РСР. Член ЦК КП Молдавії в 1963—1990 роках. Депутат Верховної Ради Молдавської РСР 6—11-го скликань.

## Біографія
Народилася в родині службовця. З 1942 року працювала бухгалтером.
У 1949 році закінчила Московський текстильний інститут.
У 1949—1953 роках — майстер, начальник цеху на текстильних підприємствах міста Риги Латвійської РСР.
У 1953—1956 роках — майстер Кишинівської трикотажної фабрики Молдавської РСР.
Член КПРС з 1955 року.
У 1956—1962 роках — технолог, начальник цеху, начальник відділу, головний інженер, директор Кишинівської трикотажної фабрики Молдавської РСР.
У 1962—1965 роках — директор Кишинівської трикотажної фірми «Стяуа рошие» Молдавської РСР.
18 жовтня 1965 — 14 січня 1987 року — міністр легкої промисловості Молдавської РСР.
З січня 1987 року — персональний пенсіонер. Померла 16 липня 2020 року в Кишиневі.

## Нагороди
- два ордени Леніна
- орден Трудового Червоного Прапора
- орден Дружби народів
- медаль «Ветеран праці»
- медалі
- Заслужений інженер Молдавської РСР